# UGC 7017
PGC 38009 = UGC 7017 ist eine Spiralgalaxie vom Hubble-Typ Sb im Sternbild Haar der Berenike am Nordsternhimmel. Sie ist schätzungsweise 140 Millionen Lichtjahre von der Milchstraße entfernt. Gemeinsam mit UGC 7012 und UGC 7072 bildet sie die Galaxiengruppe "LGG 267".

## UGC 7017-Gruppe (LGG 267)
| Galaxie   | Alternativname | Entfernung/Mio. Lj |
| --------- | -------------- | ------------------ |
| PGC 38009 | UGC 7017       | 140                |
| UGC 7012  | PGC 37976      | 137                |
| UGC 7072  | PGC 38268      | 141                |